# Ла-Фрессинуз
Ла-Фрессину́з (фр. La Freissinouse, окс. La Fraissinosa) — коммуна во Франции, находится в регионе Прованс — Альпы — Лазурный Берег. Департамент коммуны — Верхние Альпы. Входит в состав кантона Гап-Кампань. Округ коммуны — Гап.
Код INSEE коммуны — 05059.

## Население
Население коммуны на 2008 год составляло 499 человек.
| 1962 | 1968 | 1975 | 1982 | 1990 | 1999 | 2008 |
| ---- | ---- | ---- | ---- | ---- | ---- | ---- |
| 226  | 228  | 224  | 334  | 365  | 456  | 499  |

## Экономика
Основу экономики составляет сельское хозяйство.
В 2007 году среди 345 человек в трудоспособном возрасте (15—64 лет) 271 были экономически активными, 74 — неактивными (показатель активности — 78,6 %, в 1999 году было 78,0 %). Из 271 активных работали 258 человек (152 мужчины и 106 женщин), безработных было 13 (6 мужчин и 7 женщин). Среди 74 неактивных 18 человек было учениками или студентами, 37 — пенсионерами, 19 были неактивными по другим причинам.

## Фотогалерея

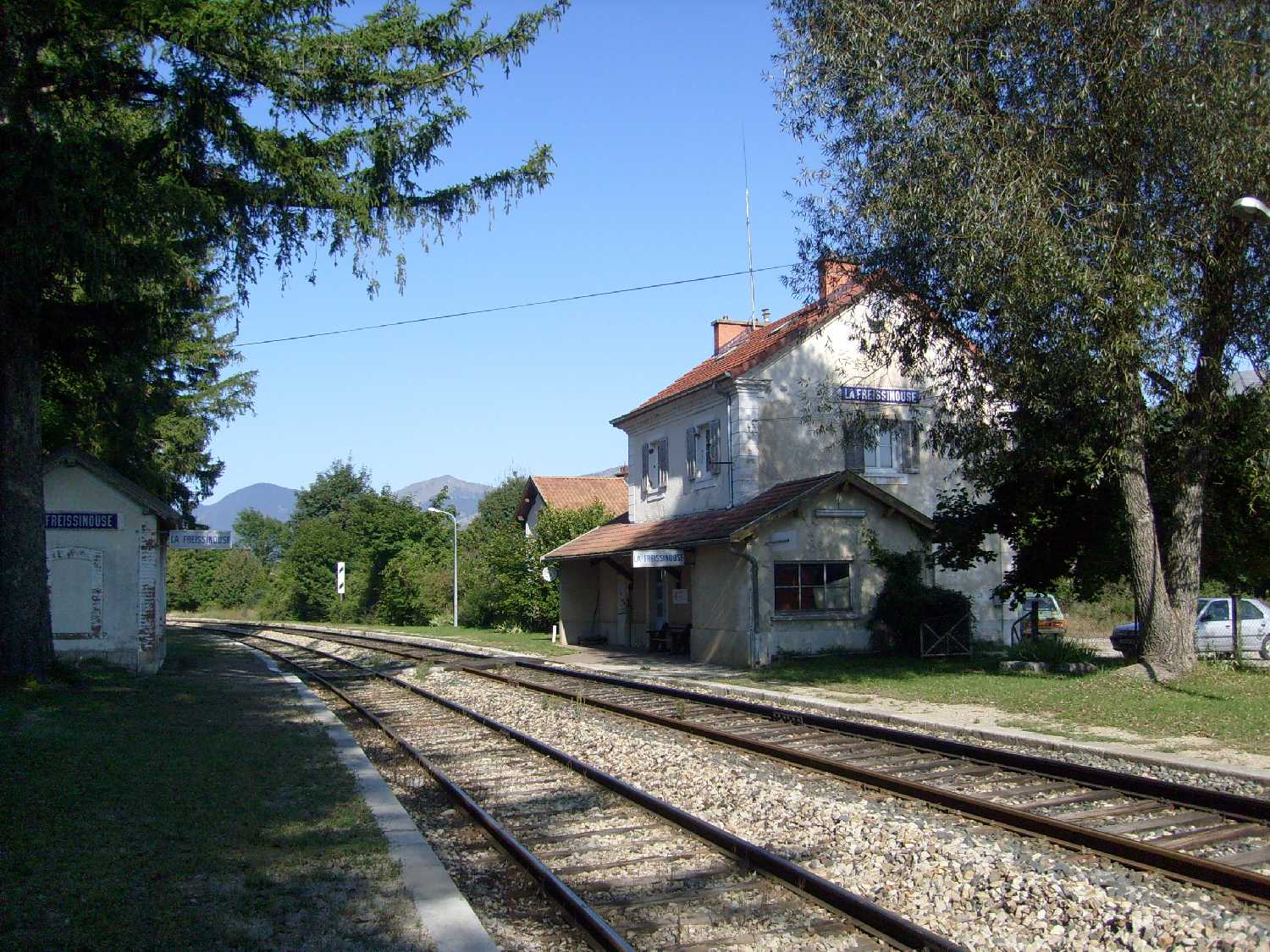
Вокзал
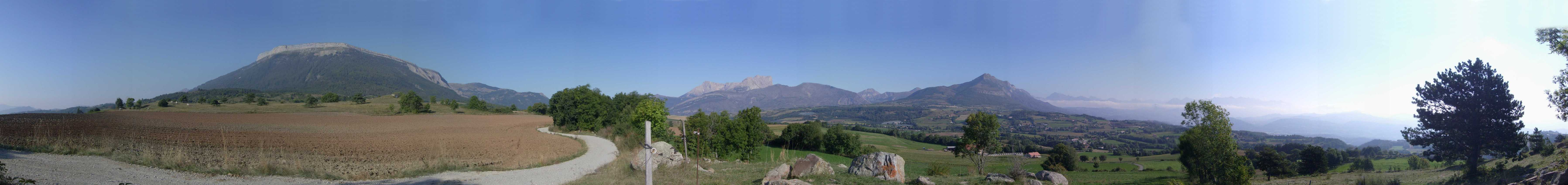
Панорама коммуны
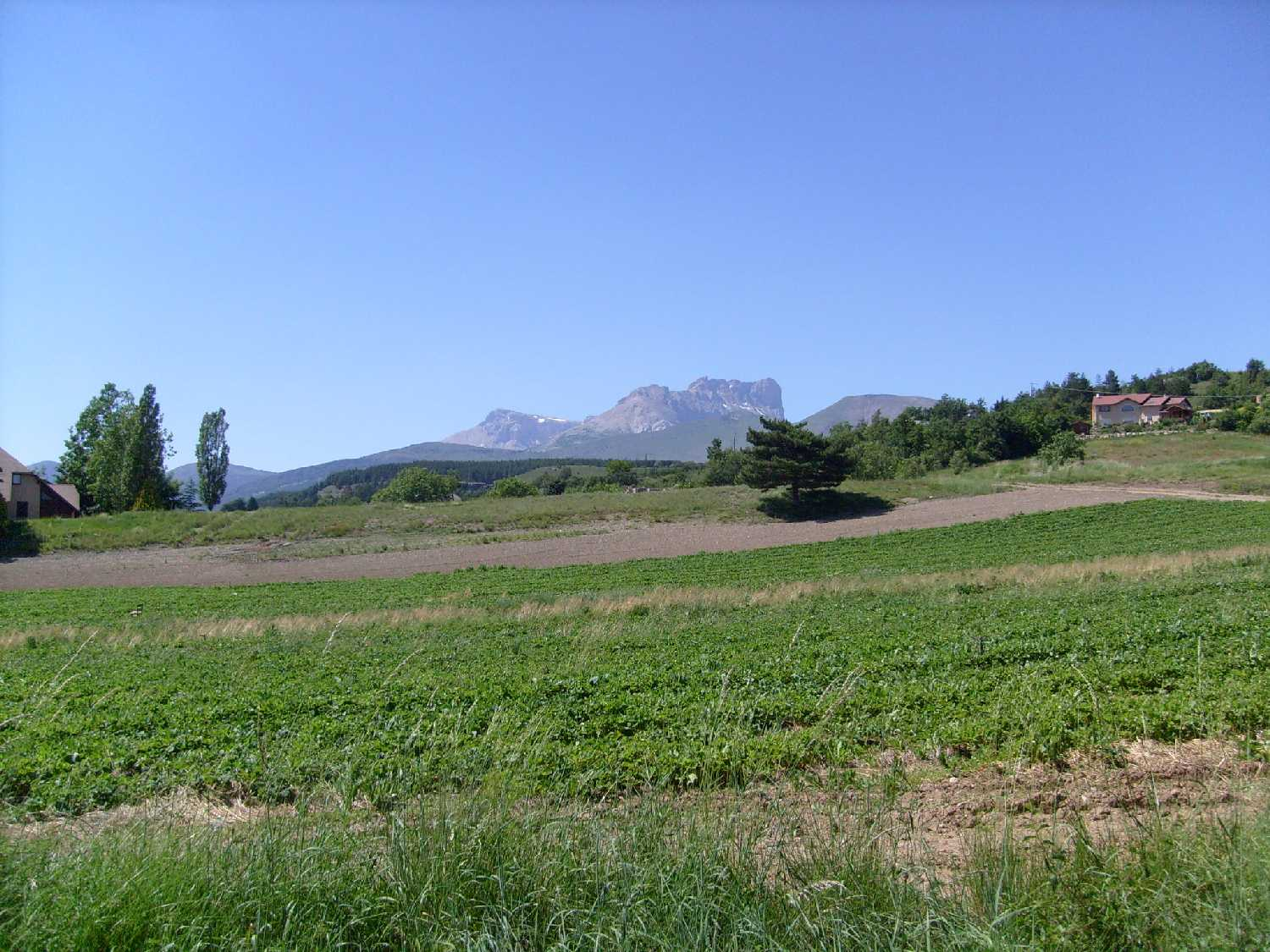
Клубничное поле